# マゾーン・ヴィチェンティーノ
マゾーン・ヴィチェンティーノ（伊: Mason Vicentino）は、イタリア共和国ヴェネト州ヴィチェンツァ県コルチェレーザに属する分離集落（フラツィオーネ）。
かつては独立したコムーネであったが、2019年2月20日にモルヴェーナと合併して新自治体の一部となった。

## 地理

### 位置・広がり

#### 隣接コムーネ
コムーネとしてのマゾーン・ヴィチェンティーノは、以下のコムーネと隣接していた。
- ブレガンツェ
- ファーラ・ヴィチェンティーノ
- マロースティカ
- モルヴェーナ
- ピアネッツェ
- スキアヴォーン